# Dürnstein
Dürnstein je městečko v Dolním Rakousku v okrese Kremže. Leží přímo u Dunaje a jde o jeden z nejvýznamnějších turistických cílů regionu Wachau, který je na seznamu kulturního dědictví UNESCO. Okolí je známé produkcí vína. Na místních vinicích jsou pěstovány především bílé odrůdy. Žije zde 864 obyvatel.

## Geografie
Dürnstein leží na Dunaji ve Wachau, který odděluje Waldviertel (Lesní čtvrť) od Dunkelsteinerwaldu. Plocha obce je 16,81 kilometrů čtverečních. 59,61 % plochy je zalesněno.
Město sestává z katastrálních území:
- Dürnstein
- Oberloiben a Unterloiben
- další částí obce Dürnsteiner je
- Waldhütten a Rothenhof.

## Dějiny

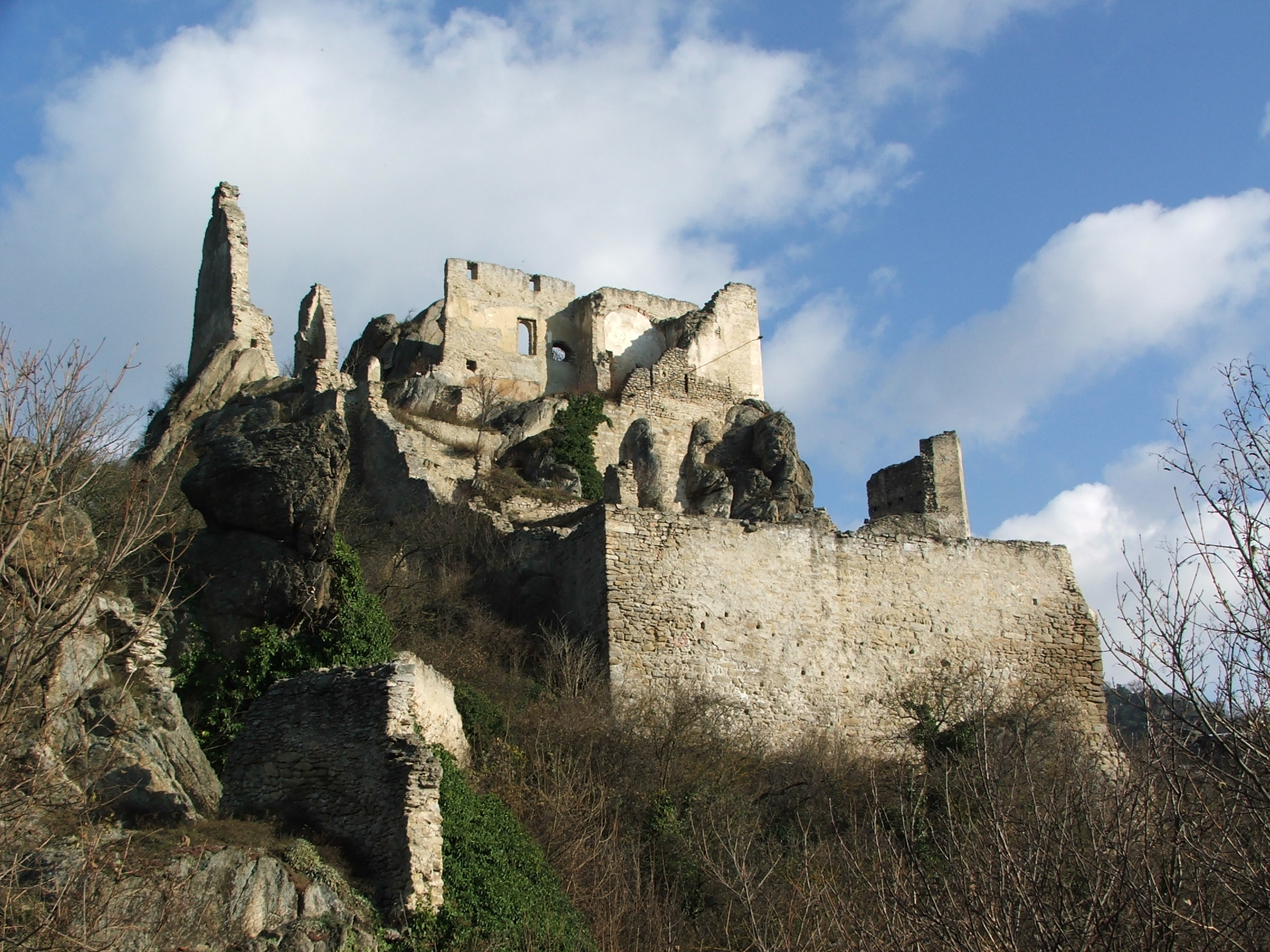
Hrad Dürnstein.

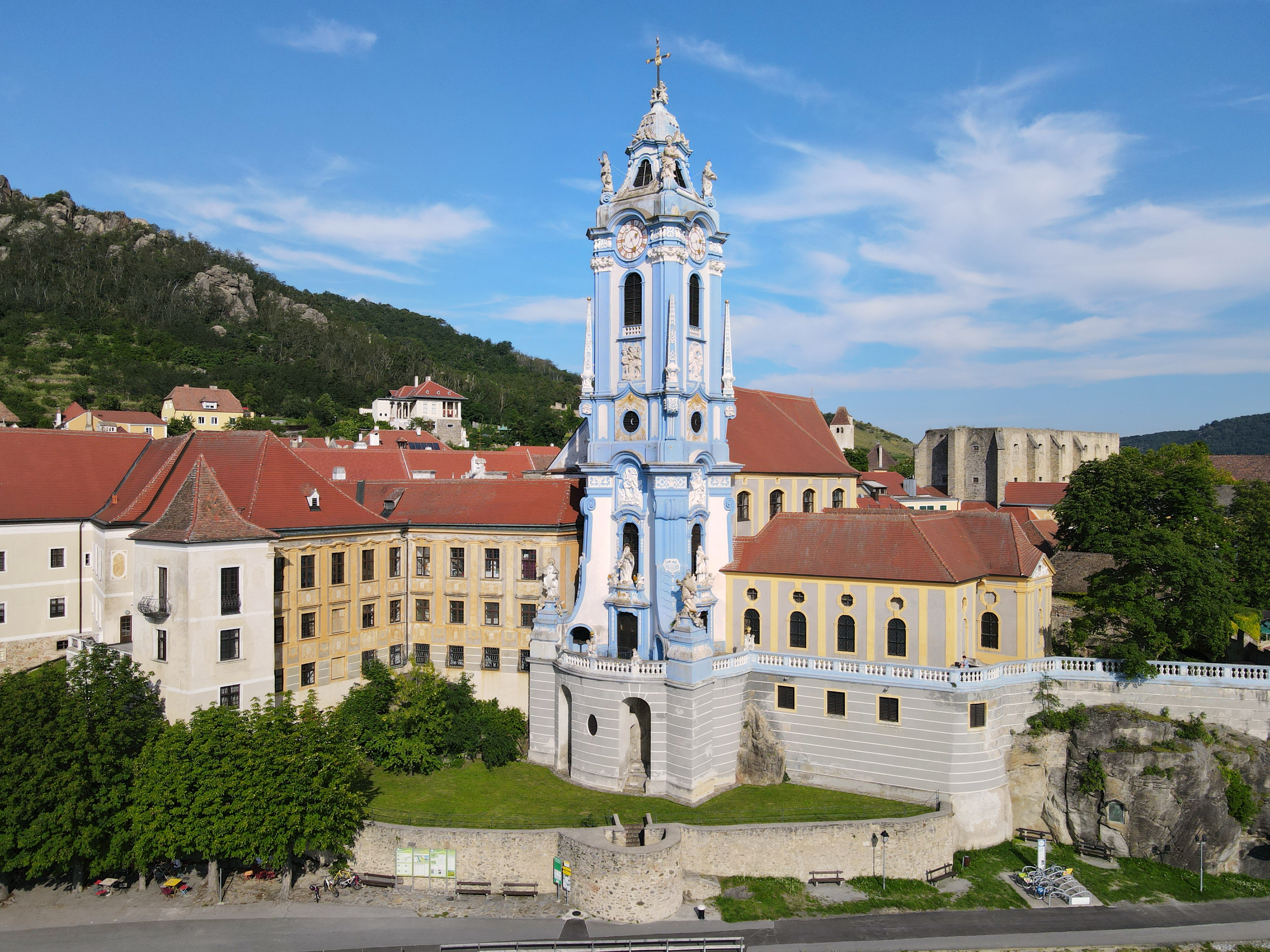
Věž opatství.

- 20. listopad 860: bavorský vévoda Ludvík II. Němec daroval území kolem Dunaje arcibiskupskému klášteru svatého Petra v Salcburku. První byl jmenován „von Loiben“.[2] Na počátku 11. století spadalo jeho území do vlastnictví bavorského kláštera Tegernsee.
- 1002: císař Jindřich II. "Pobožný", daroval klášteru Tegernsee 2 lodní zdvihadla u Liupna (Loiben) mezi „Watsteinem“ a „Holinsteinem“ v babenberské marce markraběti Jindřichovi Babenberskému. Darování bylo potvrzeno v roce 1019.[3]

1050: Azzo z Kuenringu první místodržitel kláštera Tegernsee. Smrtí Leutholda z Kuenringu roku 1355 vymřela větev rodu Kuenring-Dürnstein po mužské linii. Panství Dürnstein přešlo na pány z „Maissau“, později na vévodu Albrechta Habsburského, potom na Oldřicha z Ettzingu a roku 1609 na pány ze Zelkingu. Po vymření zdědil Zinzendorfský nový zámek, který roku 1663 prodal rodu Starhembergů, kteří vlastnictví drželi až do roku 1936.
V polovině 11. století jej dostali lénem od Babenberků Kuenringové, kteří zde v následujícím století počali s výstavbou hradu.
- Polovina 12. století: Kuenringy byl postaven Dürnstein.[5]
- 1192: byl poprvé uveden název Dürnstein.[3]
- Prosinec 1192 až březen 1193: byl na hradě Dürnstein vězněn anglický král Richard I. Lví srdce (1157-1199).[5] Dodnes není docela jisté, zdali Richard Lvi srdce byl na horním hradě, dnešní zřícenině, nebo v údolí, nebo na Nebenburgu, který ještě dnes existuje.
- Roku 1231 byl Dürenstein společně s Aggsteinem dobyt Babenberky, kteří tak ztrestali protivší se jim Kuenringy.
- Ve 13. století zde byl založen klášter klarisek, kolem kterého vyrostlo ve 14. století město. V 16. století byl klášter klarisek zrušen a jejich klášter přebrali augustiniáni.
- 1347: se poprvé vyskytuje zmínka o městě Dürnstein.[3]
- Roku 1355 vymřela dürensteinská dynastie Kuenringů a hrad i s městem přešel do vlastnictví Habsburků.
- 1476: dostal Dürnstein od císaře Fridricha III.městská práva a začal se používat městský znak.[3]
- 1477 a 1485: dobytí Dürnsteinu Uhry pod Matyášem Korvínem[3]
- V 15. století zde byl založen augustinianský klášter, krátce poté obdrželo město znak a měšťané počali se stavbou radnice.
- 1551: požár zpustošil celé město.[3]
- 1645: hrad Dürnstein byl odstřelován Švédy pod generálem Torstensonem (1603-1651)[3] a starý hrad na skále byl těžce poničen švédskými vojsky.
- 13. září 1683: císař Leopold I. Habsburský dostal v Dürnsteinu od mladého hraběte Franze Karla Auersperga zprávu o osvobození Vídně od TurciTurků.[3]
- V 17. století se začalo s výstavbou tzv. Nového hradu u řeky v letech 1710-1740 byl vystavěn nový barokní klášter, augustiniánský řád, který jej užíval, byl ovšem roku 1788 zrušen Josefem II.
- 1803: kvůli zesvětštění v době Napoleonské byl Loiben v držení státního panstva, znamenal konec panství kláštera Tegernsee.[6]
- 11. listopad 1805: bitva u Loiben-Dürnsteinu.
- Roku 1805 se zde srazila rakouská armáda s Francouzi. Roku 1908 byla vystavěna železniční trať Kremže - Spitz, která zde měla stanici.
- 1811:' Loiben byl za hraběte Aloise Genicea vydražen za 158.400 zlatých.[6]
- 1902: zahájena lodní doprava parníky.[3]
- 1906: vybudován moderní vysokotlaký vodovod v Dürnsteinu.[3]
- 1909: výstavba železnice "Wachauerbahn".[3]
- 1925: velký požár v Dürnsteinu.[3]
- 1954: Dünstein je vyobrazen na rubové straně bankovky 100 šilinků.
- 19. říjen 1958: otevřena "Dunajská silnice" po pobřeží Dunaje mezi Kremží a Emmersdorfem.[2]
- 1968: sloučení obcí „Oberloiben“ a „Unterloiben“.[3]
- 1971: připojení obce Loiben k Dürnsteinu.[3]
- 1994 propůjčení Evropského diplomu
- 2001 město spolu i s Wachau do seznamu UNESCO-Světové kulturní dědictví.
- 9. října 2009: vydána pamětní mince 100 € s rakouským motivem: "Richard Lví srdce v Dürnsteinu" ze série "Rakouské báje a legendy“[7]

## Kultura a pamětihodnosti

### Budovy

#### V Dürnsteinu
- Dürnstein (hrad)
- Klášter Dürnstein s působivou modrou věží kolegiálního kostela
- Kunigundský kostel poprvé zmíněn 1289 (z původního kostela stojí pouze věž)
- Kostnice (ossarium) ze 13. století, zasvěceno svatému Michalovi
- Radnice
- Kostel Klarisek (dřívější, založený 1289)

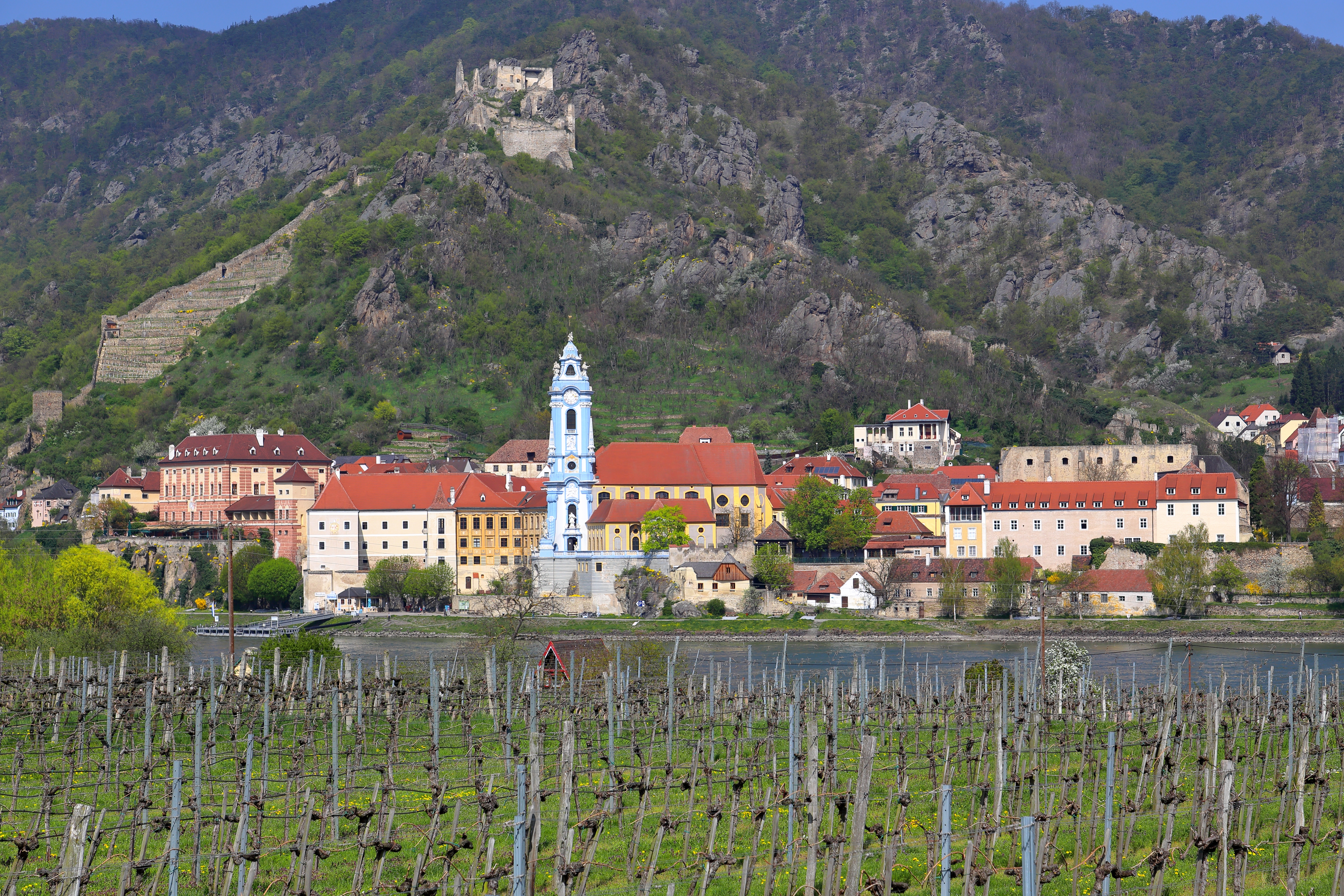
Pohled na město

- Dürnstein (zámek)
- Zámecké sklepy

#### V Loiben
- Farní kostel Svatého Quirina
- Památník bitev

### Vývoj počtu obyvatel
- 1971 1056 obyvatel
- 1981 1031
- 1991 1002
- 2001 931 obyvatel

## Politika
Starostkou města je Barbara Schwarz, vedoucí kanceláře Günther Eggharter.
V městském zastupitelstvu je po volbách 14. března 2010 15 křesel, která jsou rozdělena podle získaných mandátů:
- ÖVP 10
- SPÖ 2
- FPÖ 3

### Partnerská města
- Tegernsee, Oberbayern

## Hospodářství a infrastruktura
Neagrárních pracovišť bylo v roce 2001 53, zemědělskými a lesními pracovišti bylo v roce 1999 127. Počet výdělečně činných v místě bydliště bylo v roce 2001 428, což představuje v roce 2001 47,47 %.
Víno z Wachau a s ním spojené lokály sehrávají v cestovním ruchu významnou hospodářskou úlohu. Významné jsou rakouské vinice, které se ve Wachau pěstuje svobodnými vinaři a ti mají vinné sklepy před městskými hradbami Dürnsteinu.

### Doprava
Dürnstein leží na "Podunajské pobřežní železnici" a má jedno nádraží společné s Oberloiben východně od obce. Dürnstein je centrálním bodem pro "Dunajskou plavbu" ve Wachau. Spojení "přívozem" (jen pro chodce a cyklisty) je do Rossatz na protějším břehu.
Lázně Kuenringerbad jsou před branami města.

## Spolky
- Spolek ledních sportů Dürnstein/Wachau
- Spolek dobrovolných hasičů Dürnstein
- Spolek Kuenringerských aktivit
- Tenisový klub Dürnstein
- Volejbalový klub Dürnstein
- Wachauerská "Trachtengruppe" (hudební skupina, smíšený pěvecký sbor a orchestr mládeže) Dürnstein
- Unie vodních sportů Wachau (Rudern)
- Hokejový club Dürnstein (IHC)

## Osobnosti
Tato kapitola zahrnuje osobnosti, které zde žili, tak i osoby se zvláštním vztahem k Dürnsteinu
- Hadmar II. z Kuenringu (1140–1218) - ministeriál, roku 1192 zadržel Richarda Lví srdce, krále Anglie, věznil jej na hradě Dürnstein.
- Blondel z Nesle (* asi 1155/60 - po 1200) - trubadúr ze severní Francie podle legendy hledající místo, kde je Richard Lví srdce vězněn
- Hadmar I. z Kuenringu († 1138) - zakladatel hradu
- Richard I. Lví srdce (1157–1199) - král Anglie, vězeň na hradě Dürnstein
- Johann Heinrich von Schmitt (1744–1805) – rakouský polní maršál poručík a generální šéf ubytovací správy, jako velitel účastník bitvy u Dürnsteinu, ve které padl
- Emil Strecker (1841–1925) – německý malíř, žil v Dürnsteinu
- Hans Ranzoni (1868–1956) - byl rakouský malíř, který po roce 1944 žil v Dürnsteinu.
- Maximilian Suppantschitsch (1865–1953) – rakouský malíř, od roku 1944 žil v Dürnsteinu.
- Carl Vaugoin (1873–1949) – křesťansko-sociální politik. Poslední měsíce svého života strávil v klášteře Dürnstein.